# Municipio de Lund (Dakota del Norte)
El municipio de Lund (en inglés, Lund Township) es un municipio del condado de Ward, Dakota del Norte, Estados Unidos. Tiene una población estimada, a mediados de 2021, de 55 habitantes.
Abarca una zona exclusivamente rural.

## Geografía
Está ubicado en las coordenadas 48°3′33″N 101°50′46″O / 48.05917, -101.84611. Según la Oficina del Censo de los Estados Unidos, tiene una superficie total de 93.25 km², de la cual 90.13 km² corresponden a tierra firme y 3.12 km² son agua.

## Demografía
Según el censo de 2020, en ese momento había 41 personas residiendo en la zona. La densidad de población era de 0.45 hab./km². La totalidad de los habitantes eran blancos. No había hispanos o latinos viviendo en la región.